# Ван Айкін
Ван Айкін (англ. Van Ikin; нар. 25 листопада 1951, Сідней, Австралія) — академічний письменник і фантаст, редактор. Професор англійської мови в Університеті Західної Австралії (до 2015). Наразі є почесним науковим співробітником.  
Він виконував обов'язки керівника кількох австралійських письменників, які закінчили аспірантуру та докторантуру, включаючи письменників наукової фантастики та фентезі Террі Довлінга, Стівена Дедмана та Дейва Лакетта. Ван Айкін найбільш відомий своєю редакцією багаторічного критичного журналу Science Fiction. Він рецензує наукову фантастику та фентезі для The Sydney Morning Herald з 1984 року. 

## Біографія
Ван Айкін народився 25 листопада 1951 року в Сіднеї та жив там до переїзду у Перт, щоб обійняти посаду на кафедрі англійської мови в Університеті Західної Австралії у 1980 році. Айкін вчився у середній школі Ashfield Boys High School, а потім в Університеті Сіднея, який він закінчив зі ступенем бакалавра (з відзнакою) у 1974 році. Він залишився у цьому університеті, щоб написати докторську дисертацію з австралійської політичної фантастики. У студентські роки Айкін редагував журнал Enigma для Асоціації Наукової фантастики Сіднейського університету і брав участь в публікації перших оповідань багатьох фантастів (Террі Довлінг, Рік Кеннет та ін.), а також перших ілюстрацій Ніка Статопоулоса. У підлітковому віці Ван Айкін багато писав і читав наукову фантастику, а у 1967 році (у 16 років) він провів свій перший комерційний продаж науково-фантастичного оповідання. Продавав інші твори видавництву K. G. Murray Publishing Company, але згодом його журнали вийшли з бізнесу. Зрештою, Айкін реалізовував роботи у Void, перші три антології Пола Коллінза у серії Worlds та Omega; але кожен з цих ринків закрився у той час, коли його академічні обов'язки сильно зросли й він пішов з письменницької діяльності. 1975 року Айкін захотів зайнятись редагуванням власного науково-фантастичного видання. У липні 1977 року вийшов у друк перший номер журналу «Science Fiction: A Review of Speculative Literature». Тоді ж він зацікавився дослідженням історії австралійської фантастики, проводив приватне дослідження паралельно з роботою над докторською дисертацією. У результаті з'явилася його перша книга «Австралійська наукова фантастика» (англ. Australian Science Fiction), яка стала першою історичною антологією з цієї теми. Завдяки книзі у 1984 році Айкін став рецензентом наукової фантастики та фентезі в газеті «Sydney Morning Herald», де він опублікував понад 75 відгуків. Оглядач справив величезний редакторський вплив на австралійську наукову фантастику. Він редагував дві великі антології цього жанру і працював позаштатним редактором у ряді австралійських видавництв, охоплюючи University of Queensland Press, Fremantle Arts Centre Press, Pan Macmillan і Random House.

### Короткі оповідання
- «Жива вода» (англ. «The Living Water») — (Pocket Man, липень 1968; вказано ім'я Iken)
- «Подарункове пудло» (англ. «Gift Wrapped») — (Pocket Man, серпень 1968)
- «Вони нападають, як фантоми» (англ. «Like Phantoms They Strike») — (Pocket Man, серпень 1969; вказано ім'я Iken)
- «Землянин, йди додому!» (англ. «Earthling, Go Home!») — (Adam, жовтень 1969)
- «Мозкова іскра» (англ. «Brainspawn») — (Adam, листопад 1974)
- «Дощ» (англ. «The Rain») — (Boggle 1, березень 1977)
- «П'явка розпусти» (англ. «The Lecherous Leech») — (Void 5, 1977)
- «День з життя волоцюги» (англ. «Once Upon a Tramp») — (Boggle 2, 1977)
- «І Єва була витягнута з ребра Адама» (англ. «And Eve was Drawn from the Rib of Adam») — (Envisaged Worlds, Collins, Void Publications, 1978; перевидання - SF aus Australien Collins & Wilfert, Goldmann Verlag, Німеччина, 1982)
- «Боєць» (англ. «Combatant») — (Other Worlds, Collins, Void Publications, 1978, перевидання - Glass Reptile Breakout, Айкін, Centre for Studies in Australian Literature, Univ of WA, 1990)
- «Всередині душі лежить пробудження» (англ. «Within the Soul Lies Waking») — (Alien Worlds, Collins, Void Publications, 1979)
- «Месенджер» (англ. «Messenger») — (Island in the Sun 2, White & Ouani, Sea Cruise Books, 1980)
- «Криза циліндра» (англ. «Cylinder Crisis») — (Omega, липень/серпень 1983)
- «Гідроїд без ланцюга» (англ. «Unchained Hydroid») — (Omega, вересень/жовтень 1984)
- «Камера Юронка» (англ. «The Juronka Chamber») — (Omega, листопад/грудень 1986; перевидання - «Перевірка Юронка» (англ. «The Juronka Validation») — (Mortal Fire, Довлінг та Айкін, Hodder & Stoughton, 1993)
- «Міккі Маус та космічні цуценята» (англ. «Micky Mouse and the Puppy-Dogs of Space») — (A Penny Dreadful V1/5, Gympie, 1988)

### Критичні праці
- «Дивні сузір'я: Історія австралійської наукової фантастики» (англ. «Strange Constellations: A History of Australian Science Fiction») — (разом з Расселом Блекфордом та Шоном МакМалленом; Вестпорт, Коннектикут: Greenwood Press, 1998)
- «Воїни Дао: Обрана наукова фантастика: Огляд спекулятивної літератури» (англ. «Warriors of the Tao: The Best of Science Fiction: A Review of Speculative Literature») — (разом з Демієном Бродеріком; Borgo Press, 2011).
- «Ксенофантастика: Ще більше обраної наукової фантастики: Огляд спекулятивної літератури» (англ. «Xeno Fiction: More Best of Science Fiction: A Review of Speculative Literature») — (разом з Демієном Бродеріком; Wildside/Borgo, 2013)
- «Фантастика на краю буття: Ще більше і більше обраної наукової фантастики: Огляд спекулятивної літератури» (англ. «Fantastika at the Edge of Reality: Yet More Best of Science Fiction: A Review of Speculative Literature») — (разом з Демієном Бродеріком; Wildside, 2014)
- «Інші часопростори: Інтерв'ю зі спекулятивними фантастами» (англ. «Other Spacetimes: Interviews with Speculative Fiction Writers») — (разом з Демієном Бродеріком; Wildside, 2015)[4]

### Редактура журналів
- «Енігма» (англ. «Enigma») — (Асоціація Наукової фантастики Університету Сіднея, 1972–1979)
- «Наукова фантастика» (англ. «Science Fiction») — (Випуски 1-50, 1977–2019)

### Редактура антологій
- «Наукова фантастика Австралії» (англ. «Australian Science Fiction») — (Преса Університету Квінсленду, 1981; перевидання — Academy Editions, США, 1984).
- «Прорив скляної рептилії» (англ. «Glass Reptile Breakout») — (Центр дослідження літератури Австралії, Univ of WA, 1990)
- «Смертельний вогонь: Краща австралійська наукова фантастика» (англ. «Mortal Fire: Best Australian SF») — (разом з Террі Довлінгом; Hodder/Coronet, 1993).

## Нагороди
- Премія імені Бертрама Чендлера за внесок в австралійську наукову фантастику (1992) — Австралійський Науково-Фантастичний Фонд[5];
- Університетська премія «Відмінник викладацької діяльності» (2000) — Університет Західної Австралії.